# Jurisprudencia

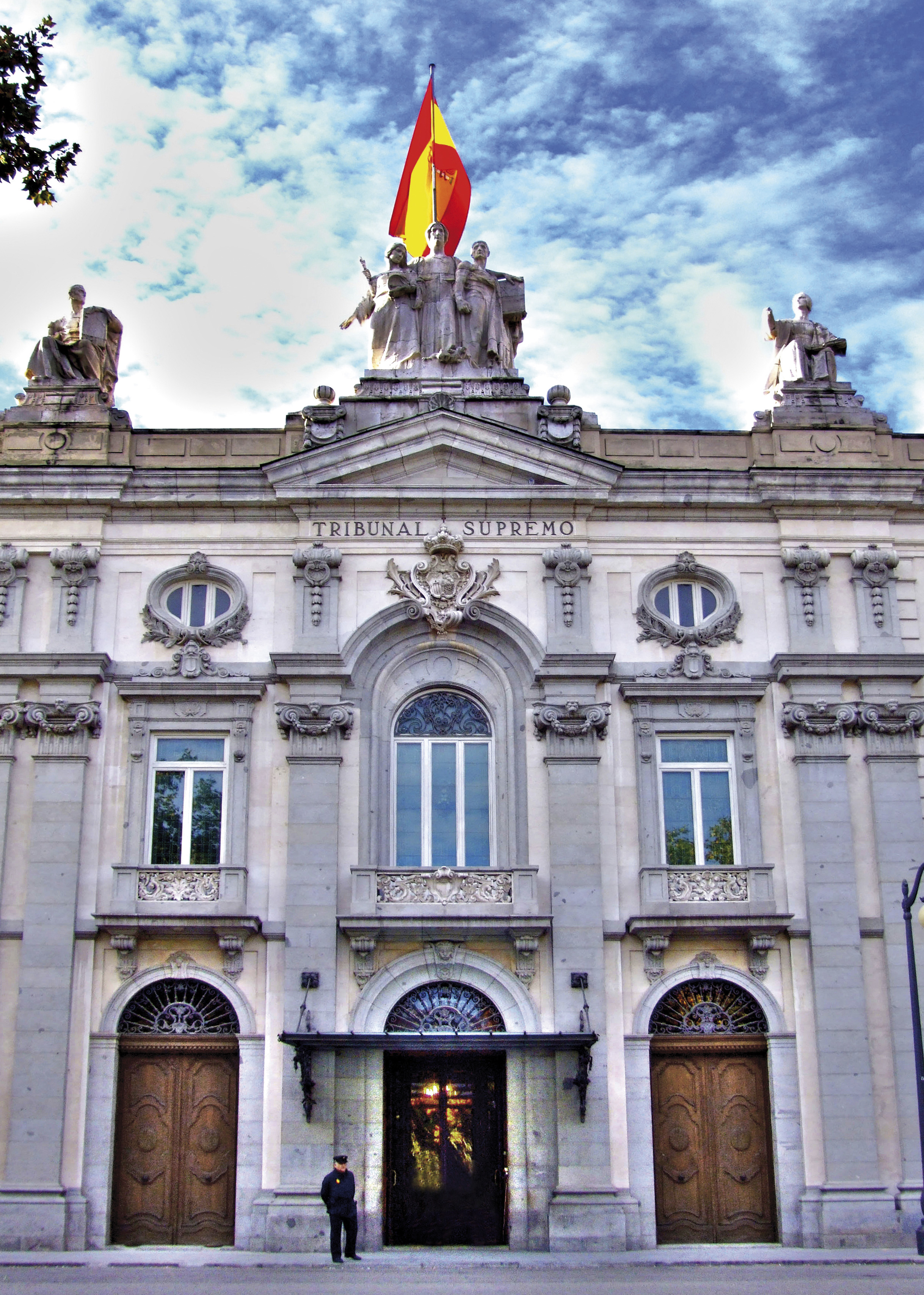
Fachada principal del Tribunal Supremo de España.

La jurisprudencia es el conjunto de sentencias y demás resoluciones judiciales emitidas en un mismo sentido por los órganos judiciales de un ordenamiento jurídico determinado. Tiene un valor fundamental como fuente de conocimiento del derecho positivo, con el cual se procura evitar que una misma situación jurídica sea interpretada en forma distinta por los tribunales; esto es lo que se conoce como el principio unificador o unificado.
Se entiende por jurisprudencia a la doctrina establecida por los órganos judiciales del Estado (por lo general, el Tribunal Supremo o Tribunales Superiores de Justicia) que se repite en más de una resolución. Esto significa que para conocer el contenido completo de las normas vigentes hay que considerar cómo han sido aplicadas en el pasado. En otras palabras, la jurisprudencia es el entendimiento de las normas jurídicas basado en las sentencias que han resuelto casos basándose en esas normas.
El estudio de las variaciones de la jurisprudencia a lo largo del tiempo es la mejor manera de conocer las evoluciones en la aplicación de las leyes, quizás con mayor exactitud que el mero repaso de las distintas reformas del derecho positivo que en algunos casos no llegan a aplicarse realmente a pesar de su promulgación oficial.
En el derecho anglosajón es una fuente de importante magnitud, debido a que los jueces deben fundamentar sus decisiones o sentencias judiciales mediante un estudio minucioso de los precedentes, hechos o pruebas que incriminen al detenido sin violar o vulnerar sus principales derechos.
En el derecho continental, la jurisprudencia es también una fuente formal, aunque varía sustancialmente su valor y fuerza vinculante de acuerdo a las legislaciones locales de cada país. Es así que en algunos casos, los fallos de cierto tipo de tribunales superiores son de aplicación obligatoria para supuestos equivalentes en tribunales inferiores; en otros, las decisiones de instancias jurisdiccionales similares no son por lo regular vinculantes para jueces inferiores, excepto que se den ciertas circunstancias específicas a la hora de unificar criterios interpretativos uniformes sobre cuestiones determinadas en materia de derecho (como en el caso de las sentencias plenarias en el derecho argentino). Finalmente, y como alternativa más extendida en los Estados que ostentan estos sistemas jurídicos, puede que los fallos de nivel superior, en ningún supuesto resulten obligatorios para el resto de los tribunales, aunque sí suelen ostentar importante fuerza dogmática a la hora de predecir futuras decisiones y establecer los fundamentos de una petición determinada frente a los tribunales inferiores.
En todo caso, tampoco el estudio de las sentencias nos da la medida exacta de la realidad del derecho porque ocurre que en ocasiones y por diversas razones las sentencias dejan de cumplirse o aplicarse.
Esto es así especialmente cuando el poder judicial entra en colisión con otros poderes del Estado moderno como el ejecutivo y el legislativo, y, aunque compromete el principio de separación de poderes, es un fenómeno que no puede desconocerse completamente al elaborar una teoría del derecho, a riesgo de que aparezca como totalmente separada de la realidad jurídica y social.

## Regulación por países

### Argentina
Al haber 24 estados en Argentina, que corresponden a 23 provincias más la Ciudad Autónoma de Buenos Aires, hay 24 poderes judiciales distintos. Uno por cada estado. A eso hay que sumarle el Poder Judicial de la Nación. En consecuencia hay 25 poderes judiciales de algún modo independientes. La Corte Suprema de Justicia de la Nación Argentina es el máximo referente en materia de jurisprudencia, pero a su vez cada estado independiente de la organización federal tiene su corte suprema. De igual modo la última palabra en materia de justicia no la tiene la Corte Suprema de la Nación, porque el Estado Argentino firmó convenios internacionales donde resigna jurisdicción en Cortes Internacionales, como ser la Corte Interamericana de Derechos Humanos de San José de Costa Rica.
Cuando hay un conflicto entre partes, sobre intereses protegidos por el derecho, y ese conflicto no se soluciona de modo extrajudicial, la parte afectada puede recurrir al juez peticionando se haga justicia. Se recurre a un juez presentando una demanda que es un continente cuyo contenido es la acción. El derecho de presentarse ante las autoridades a peticionar que se haga justicia es el derecho de acción. El derecho de acción no está relacionado con la posesión de un derecho, sino con el derecho a peticionar, porque puede ser que después de todo el proceso el juez decida en contra del demandante. Entonces el actor, que presentó la demanda ejerció su derecho de acción a pesar de no tener derecho. El juez toma la decisión o decide o imparte justicia a través de sentencias. La sentencia es la culminación del proceso. Por medio de la sentencia el juez resuelve un caso concreto. El juez actúa con casos concretos, no puede decidir en abstracto, porque no tiene potestades legislativas. El juez actúa a instancia de parte (el demandante) quien inicia la acción peticionando al juez. El proceso es un modo de debate que se hace ante un juez que es un tercero a las partes y que es independiente e imparcial. El juez, si hace lugar a la presentación de la demanda le corre traslado al demandado para que conteste la demanda. Cuando el demandado contesta la demanda queda trabada la litis. La litis es un litigio, es un conflicto llevado al mundo jurídico. Luego de contestada la demanda deberá probarse lo controvertido. Si no hay hechos controvertidos y las dos partes están de acuerdo con los hechos, entonces es cuestión de puro derecho y no hace falta abrir la causa a prueba. Esto es así mientras no esté afectado el orden público. Porque si alguien demanda por filiación para heredar todo y el demandado se allana y dice que es el padre y que tiene el derecho hereditario de todo, se afecta el orden público. Entonces cuando está afectado el orden público es necesario probar. Luego que se cierra el período probatorio, viene la etapa de los alegatos, donde cada parte alega de bien probado o de mal probado por la otra parte. Luego de los alegatos el juez dicta un decreto que se llama "autos para sentencia". Si este decreto queda firme se purgan los vicios del proceso y los autos pasan a sentencia. La sentencia puede quedar firme o apelarse. Las sentencias firmes son las que hacen la jurisprudencia. Pero no importa tanto que sean firmes o no, lo que importa es el argumento que uso el juez. Porque hay sentencias que no tienen muy buenos argumentos y la otra parte no las apela y quedan firmes. Y hay sentencias con muy buenos argumentos que no quedan firmes. Incluso hay sentencias de tribunales colegiados donde son muy interesantes los argumentos de los que votaron en disidencia. De modo que son buenos argumentos para tener en cuenta, pero que no lograron decidir la sentencia a favor.
También puede darse el caso de una Cámara de Apelaciones que tuvo varios fallos en un sentido y luego por algún argumento superador cambia de criterio. Entonces la parte perdidosa presenta un recurso por no haber seguido la misma jurisprudencia y la Cámara dice simplemente que cambió de criterio por un nuevo argumento. En el caso en que una Cámara cambie de criterio lo más probable es que las costas del juicio sean por su orden y no el total a la perdidosa, porque la parte actora tuvo motivo para litigar. Hay casos de interpretación en la provincia de Santa Fe donde un mismo artículo de la ley en la Jurisdicción correspondiente a Rosario se interpreta en un sentido y en la Jurisdicción correspondiente a Santa Fe se interpreta el mismo artículo en otro sentido. La Corte Suprema de la provincia de Santa Fe, no tuvo todavía la oportunidad de unificar jurisprudencia porque tiene que esperar que le llegue el caso concreto. Porque si la Corte Suprema de la provincia de Santa Fe decide en abstracto sin esperar el caso concreto, entonces actuaría como legislador y estaría violando la división de poderes de la República. Las leyes son en abstracto, no se refieren a un caso concreto. Las sentencias se refieren a casos concretos, que les son llevados por las partes.

### Chile
En el caso de Chile, las sentencias judiciales no tienen eficacia general por lo que es perfectamente posible que los tribunales inferiores puedan resolver en contradicción con fallos anteriores de tribunales superiores. Esta materia está expresamente dilucidada en la Ley; en efecto, el Código Civil señala al respecto en el Art. 3.º inc. 2.º que "Las sentencias judiciales no tienen fuerza obligatoria sino respecto de las causas en que actualmente se pronunciaren".
Sin embargo, la parte agraviada puede presentar un recurso de nulidad (en materia penal) o de casación (en materia civil) ante la Corte Suprema de Justicia, para que esta resuelva si el tribunal ha fallado fundada en un error de derecho.

### Ecuador
Jurisprudencia; Conjunto de fallos, sentencias o resoluciones que expiden los máximos organismos en el ámbito Jurisdiccional o Administrativo. Los procesos Judiciales por Naturaleza tienen:
```
Jurisprudencia ordinaria.
```

* 1° Instancia: Se lleva a cabo por los Jueces inferiores.
* 2° Instancia: Se lleva a cabo por los Jueces Provinciales. (Corte Provincial)
* Casación: Se lleva a cabo por los Jueces Nacionales. (Corte Nacional)
```
Acción extraordinaria de protección
```

El artículo 94 de la Constitución de la República del Ecuador estipula que "La acción extraordinaria de protección procederá contra sentencias o autos definitivos en los que se haya violado por acción u omisión derechos reconocidos en la Constitución y se interpondrá ante la Corte Constitucional.El recurso procederá cuando se hayan agotado todos los recursos ordinarios y extraordinarios dentro del término legal, a menos que la falta de interposición de estos recursos no fuera atribuible a la negligencia de la persona titular del derecho constitucional vulnerado".
Generalmente se define a la jurisprudencia como el conjunto de fallos o sentencias que expiden los jueces, no obstante, hay que tener en cuenta que no cualquier juez expide una jurisprudencia, puesto que estas son fallos de triple reiteración; es decir la Corte ha resuelto en tres ocasiones distintas sobre el mismo aspecto.

### España
En España, se considera a la jurisprudencia fuente de derecho indirecta. Según el art. 1.1 del Código Civil, en el ordenamiento jurídico español solo son fuentes del derecho «la ley, la costumbre y los principios generales del derecho» (art. 1.1).
Sin embargo, el art. 1.6 del Código Civil dispone que la jurisprudencia «complementará el ordenamiento jurídico con la doctrina que, de modo reiterado, establezca el Tribunal Supremo al interpretar y aplicar la ley, la costumbre y los principios generales del derecho», por lo que, aunque no sea fuente propiamente dicha, su facultad para modular la ley y establecer cuáles han de ser los principios generales del derecho (que es propiamente un concepto jurídico indeterminado) le otorga una relevancia sin par.
La jurisprudencia se constituye a partir de dos sentencias que interpreten una norma en igual sentido, emanadas del Tribunal Supremo (órgano jurisdiccional superior en todos los órdenes, salvo lo dispuesto en materia de garantías constitucionales) y, cuando se trata de ciertas materias de competencia limitada a la comunidad autónoma (por ejemplo, derecho foral o especial), de los Tribunales Superiores de Justicia de la comunidad autónoma correspondiente.
Las que no reúnan estas características, únicamente gozan de la consideración de «precedentes», sirviendo únicamente como apoyo a una determinada tesis sostenida en juicio, al carecer de auténtico contenido normativo. Del mismo modo, una sentencia emanada por un Tribunal Superior de Justicia carece de relevancia normativa para otros Tribunales Superiores de otras comunidades autónomas, que pueden emitir fallos no concordantes con dichas interpretaciones, e incluso contradictorios. En esos casos, puede interponerse el recurso de casación para la unificación de doctrina ante el Tribunal Supremo, que casará ambas sentencias determinando cuál de las interpretaciones contradictorias goza del beneplácito del Alto Tribunal.
En el caso de que un juez o tribunal se apartase de la doctrina establecida por el Tribunal Supremo, no se invalida automáticamente la sentencia, sino que sirve como motivo de casación. No obstante, el Tribunal Supremo puede apartarse en cualquier momento de su jurisprudencia consolidada, por lo que esta producción normativa es esencialmente mutable, adecuándose a los tiempos con cada fallo.
Es necesario hacer referencia al Tribunal Constitucional, ya que pese a no ser un órgano judicial, sino constitucional (como su propio nombre indica) también emite sentencias, con la denominación técnica de «jurisprudencia». Dichas sentencias, por el especial grado de su órgano emisor, tienen efectos normativos, al ser el Tribunal Constitucional el supremo intérprete de la Constitución. En efecto, el artículo 5.1 de la Ley Orgánica del Poder Judicial claramente determina que las sentencias del Tribunal Constitucional son vinculantes, y los jueces y tribunales deben interpretar todas las normas conforme con la interpretación que de las mismas normas resulte de las resoluciones dictadas por el Tribunal Constitucional en todo tipo de procesos.

### Guatemala
Con base en el artículo 2 de la Ley del Organismo Judicial, se desprende que la ley es la fuente principal del derecho, aunque la jurisprudencia la complementará sin desarrollar el cuerpo normativo en función de que se crea la jurisprudencia, por lo que entra en materia, la Ley de Amparo, Exhibición Personal y de Constitucionalidad en su artículo 43 el cual estima que 3 fallos contestes en el mismo sentido de la Corte de Constitucionalidad crean doctrina legal obligatoria para todos los tribunales, y en el ordenamiento ordinario en el artículo 621  del Código Procesal Civil y Mercantil el que establece que 5 fallos contestes e ininterrumpidos de la Corte Suprema de Justicia, con el voto favorable de 4 magistrados en recurso de casación también crean doctrina legal, actualmente la jurisprudencia es una gran estrategia en los litigios para mostrarle al tribunal de primera instancia que ocurriría si el caso llegase a la Corte de Constitucionalidad o la Corte Suprema de Justicia y poder evitar que emitan un fallo escaso de fundamentalmente que más tarde seguramente será revertido.
Una corriente fuerte actualmente es la de dar más importancia a la jurisprudencia, ya que está evoluciona más rápido que las leyes, como una fuente formal del derecho y en su momento del Organismo Legislativo para la derogación, abrogación o creación de nuevas leyes.

### México
En el caso específico de México, la jurisprudencia se genera por tres medios alternos: a) A través de cinco resoluciones que en un mismo sentido, emanen de algunas instancias del Poder Judicial de la Federación (Pleno o Salas de la Suprema Corte de Justicia de la Nación [SCJN] y los Tribunales Colegiados de Circuito) sin que se le interponga una sola en caso contrario. A estas resoluciones individualmente se les llama tesis aisladas; b) También puede formarse jurisprudencia a través de contradicción de tesis, que consiste en que el Pleno o las Salas de la SCJN resuelvan el criterio que debe sostenerse sobre una cuestión en particular donde existen posiciones contrarias o diversas sostenidas, respectivamente, por las Salas de la SCJN o bien por los Tribunales Colegiados de Circuito; c) Por último, y en virtud de un mandato de la Constitución, constituirán jurisprudencia las resoluciones que emita la SCJN al resolver casos de controversia constitucional o de acciones de inconstitucionalidad, como se reflejan en los bienes jurídicamente tutelados.
Las resoluciones constituirán jurisprudencias, siempre que los resuelto en ellas se sustente en cinco sentencias no interrumpidas por otra en contrario, y que hayan sido aprobadas por lo menos por ocho ministros, si se trata de jurisprudencia del Pleno, o por cuatro ministros en los casos de jurisprudencia de las dos Salas.
Las leyes orgánicas del Tribunal Fiscal de la Federación y del Tribunal de lo Contencioso-Administrativo del Distrito Federal regulan también la formación y efectos de su propia jurisprudencia establecida.

### Paraguay
En procesos ejemplares y en fallos de penas unánimes de la Corte Suprema de Justicia han dado solución a problemas cotidianos en el ámbito civil, para luego así sentar jurisprudencia capaz de paliar falencias en dicho aspecto y posterior esclarecimiento de las demandas hechas por los ciudadanos que presentan algún problema legal.